# Championnats du monde de ski nordique 1995
Championnats du monde de ski nordique. L'édition 1995 s'est déroulée à Thunder Bay (Canada) du 9 mars au 19 mars.

## Palmarès

### Ski de fond

#### Hommes
| Épreuve                                  | Or                                                               | Argent                                                               | Bronze                                                        |
| 11 mars : Ski de fond 10 km classique H  | Vladimir Smirnov                                                 | Bjørn Dæhlie                                                         | Mika Myllylä                                                  |
| 13 mars : Ski de fond 25 km poursuite H  | Vladimir Smirnov                                                 | Silvio Fauner                                                        | Jari Isometsä                                                 |
| 9 mars : Ski de fond 30 km classique H   | Vladimir Smirnov                                                 | Bjørn Dæhlie                                                         | Alexei Prokourorov                                            |
| 19 mars : Ski de fond 50 km libre H      | Silvio Fauner                                                    | Bjørn Dæhlie                                                         | Vladimir Smirnov                                              |
| 17 mars : Ski de fond relais 4 × 10 km H | Norvège Sture Sivertsen Erling Jevne Bjørn Dæhlie Thomas Alsgård | Finlande Kari Hietamäki Harri Kirvesniemi Jari Räsänen Jari Isometsä | Italie Fulvio Valbusa Marco Albarello Fabio Maj Silvio Fauner |

#### Femmes
| Épreuve                                 | Or                                                              | Argent                                                                         | Bronze                                                                   |
| février : Ski de fond 5 km classique F  | Larisa Lazutina                                                 | Nina Gawriljuk                                                                 | Manuela di Centa                                                         |
| 14 mars : Ski de fond 15 km poursuite F | Larisa Lazutina                                                 | Nina Gawriljuk                                                                 | Olga Danilova                                                            |
| 10 mars : Ski de fond 15 km classique   | Larisa Lazutina                                                 | Elena Välbe                                                                    | Inger Helene Nybråten                                                    |
| 18 mars : Ski de fond 30 km libre       | Elena Välbe                                                     | Manuela di Centa                                                               | Antonina Ordina                                                          |
| 17 mars : Ski de fond relais 4 × 5 km F | Russie Olga Danilova Larisa Lazutina Elena Välbe Nina Gawriljuk | Norvège Marit Mikkelsplass Inger Helene Nybråten Elin Nilsen Anita Moen-Guidon | Suède Anna Frithioff Marie-Helene Westin Antonina Ordina Anette Fanqvist |

### Combiné nordique
| Épreuve                         | Or                                                              | Argent                                                                       | Bronze                                                           |
| Combiné nordique (K 90 / 15 km) | Fred Børre Lundberg                                             | Jari Mantila                                                                 | Sylvain Guillaume                                                |
| Combiné nordique par équipe     | Japon Masashi Abe Tsugiharu Ogiwara Kenji Ogiwara Takanori Kono | Norvège Halldor Skard Bjarte Engen Vik Knut Tore Apeland Fred Børre Lundberg | Suisse Markus Wüst Armin Krügel Stefan Wittwer Jean-Yves Cuendet |

### Saut à ski
| Épreuve                         | Or                                                                         | Argent                                                            | Bronze                                                           |
| 12 mars : Saut à ski K90        | Takanobu Okabe                                                             | Hiroya Saito                                                      | Mika Antero Laitinen                                             |
| 18 mars : Saut à ski K120       | Tommy Ingebrigtsen                                                         | Andreas Goldberger                                                | Jens Weißflog                                                    |
| 10 mars : Saut à ski par équipe | Finlande Jani Soininen Janne Ahonen Mika Antero Laitinen Ari-Pekka Nikkola | Allemagne Jens Weißflog Gerd Siegmund Hansjörg Jäkle Dieter Thoma | Japon Takanobu Okabe Jinya Nishikata Hiroya Saito Naoki Yasuzaki |

## Récapitulatif des médailles par pays
| Rang | Nations    | Médaille d'or | Médaille d'argent | Médaille de bronze | Total |
| ---- | ---------- | ------------- | ----------------- | ------------------ | ----- |
| 1    | Russie     | 5             | 3                 | 2                  | 10    |
| 2    | Norvège    | 3             | 5                 | 1                  | 9     |
| 3    | Kazakhstan | 3             | -                 | 1                  | 4     |
| 4    | Japon      | 2             | 1                 | 1                  | 4     |
| 5    | Finlande   | 1             | 2                 | 3                  | 6     |
| 6    | Italie     | 1             | 2                 | 2                  | 5     |
| 7    | Allemagne  | -             | 1                 | 1                  | 2     |
| 8    | Autriche   | -             | 1                 | -                  | 1     |
| 9    | Suède      | -             | -                 | 2                  | 2     |
| 10   | France     | -             | -                 | 1                  | 1     |
| -    | Suisse     | -             | -                 | 1                  | 1     |